# Mark Shea
Mark P. Shea (ur. 1959) – amerykański pisarz katolicki, felietonista, publicysta i ewangelizator. Wychowany jako agnostyk, w 1979 roku został bezwyznaniowym ewangelikiem, a w 1987 roku przeszedł na łono Kościoła katolickiego. Autor programów telewizyjnych i audycji radiowych, redaktor portalu Catholic Exchange, współpracownik Instytutu św. Katarzyny ze Sieny w Kolorado. W Polsce jego teksty ukazywały się m.in. w kwartalniku „Fronda” i „W drodze”.

## Wybrane publikacje
- Making Senses Out of Scripture: Reading the Bible as the First Christians Did
- By What Authority? An Evangelical Discovers Catholic Tradition
- This is My Body: An Evangelical Discovers the Real Presence